# Diuris oporina
Diuris oporina är en orkidéart som beskrevs av David Lloyd Jones. Diuris oporina ingår i släktet Diuris och familjen orkidéer.
Artens utbredningsområde är Queensland. Inga underarter finns listade i Catalogue of Life.